# ويس جولدي
ويس جولدي هو لاعب هوكي الجليد كندي، ولد في 5 مايو 1979 في لندن في كندا.

## وصلات خارجية
- ويس جولدي على موقع دوري الهوكي الوطني (الإنجليزية)
- ويس جولدي على موقع EliteProspects.com (الإنجليزية)
- ويس جولدي على موقع HockeyDB.com (الإنجليزية)